# Cratere Maraldi (Luna)
Maraldi è un cratere lunare intitolato agli astronomi Giovanni e Giacomo Maraldi. Si trova sul bordo occidentale del Sinus Amoris, nella parte nordorientale della Luna. Ad ovest-sudovest si trova il cratere Vitruvius, mentre a nordest c'è il cratere Littrow. Appena a nordest del cratere si osserva l'altura nota come Mons Maraldi.
Maraldi ha una parete esterna estremamente erosa e profondamente incisa, che appare simile ad una serie di picchi disposti lungo una circonferenza piuttosto che al bordo di un cratere. L'interno è stato riempito dalla lava basaltica, lasciando una superficie piatta di albedo bassa. Appena a nordovest del punto centrale si osserva una piccola cresta, mentre parecchi crateri minuscoli punteggiano il fondale.

## Crateri correlati
Alcuni crateri minori situati in prossimità di Maraldi sono convenzionalmente identificati, sulle mappe lunari, attraverso una lettera associata al nome.
| Maraldi | Latitudine | Longitudine | Diametro |
| ------- | ---------- | ----------- | -------- |
| A       | 20,0° N    | 36,3° E     | 8 km     |
| D       | 16,7° N    | 36,1° E     | 67 km    |
| E       | 17,8° N    | 35,8° E     | 31 km    |
| F       | 19,2° N    | 35,8° E     | 18 km    |
| N       | 18,4° N    | 36,8° E     | 5 km     |
| R       | 20,3° N    | 33,2° E     | 5 km     |
| W       | 13,2° N    | 36,1° E     | 4 km     |

I seguenti crateri sono stati ribattezzati dall'IAU: 
- Maraldi B — Vedi cratere Lucian.
- Maraldi M — Vedi Cratere Theophrastus.